# Palaeovalvulina
Palaeovalvulina es un género de foraminífero bentónico considerado un sinónimo posterior de Valvulinella de la familia Valvulinellidae, de la superfamilia Tetrataxoidea, del suborden Fusulinina y del orden Fusulinida. Su especie tipo era Valvulina youngi. Su rango cronoestratigráfico abarca desde el Viseense (Carbonífero inferior) hasta el Namuriense (Carbonífero superior).

## Discusión
Clasificaciones más recientes incluirían Palaeovalvulina en el suborden Endothyrina, del orden Endothyrida, de la subclase Fusulinana y de la clase Fusulinata.

## Clasificación
Palaeovalvulina incluía a la siguiente especie:
- Palaeovalvulina youngi †, aceptado como Valvulina youngi